# Kim Sung-kyu
Kim Sung-kyu (hangeul : 김성규 ; hanja :  金聖圭) plus connu sous le nom de Sunggyu, né le 28 avril 1989, est un auteur-compositeur-interprète, musicien, acteur et MC sud-coréen. Il est le leader et l'un des chanteurs principaux du boys band sud-coréen Infinite, dirigé par Woollim Entertainment. Il a fait ses débuts en tant qu'artiste solo le 7 novembre 2012 avec son premier mini album intitulé Another me, sorti le 12 novembre 2012. Il a sorti son deuxième album, 27, le 11 mai 2015.

## Biographie
Kim Sung-kyu est né le 28 avril 1989 à Jeonju, en Corée du Sud. Il a fait ses études à l'Université Nationale de Jeonju. À l'école, il faisait partie d'un groupe de rock appelé « Coma Battre ». Au début, les parents de Sung-kyu étaient contre son intention de devenir chanteur, parce qu'ils voulaient que leur fils mène une vie sûre et normale, et lui ont dit de quitter la maison s'il allait poursuivre une carrière d’artiste, ce qui a contraint Sunggyu à faire de la musique  en secret jusqu'à l'obtention de son diplôme de l'école secondaire après quoi il partit pour Séoul à la poursuite son rêve. En 2008, il a auditionné à la SM Entertainment, mais n'a pas été retenu.
En raison de son admiration pour le groupe de rock Nell, il a  auditionné à la Woollim Entertainment suivant la recommandation du manager de Nell qu'il avait rencontré par coïncidence au café où il travaillait à temps partiel. Avec un mal de ventre, Sung-kyu se rendit  à son audition. Aussitôt l'audition passée, il se précipita à l'hôpital où il a immédiatement subi une appendicectomie. Le jour de sa sortie de l'hôpital , il a reçu la bonne nouvelle d'avoir reussi son audition. À l'origine, l'intention de Sunggyu était de faire partie d'un groupe de rock mais il finit par être stagiaire dans un groupe de danse qu'est Infinite, dont il devra plus tard assumer les positions de leader et chanteur principal. Malgré les critiques de ses anciens amis d'école, il a cru qu' Infinite présentait une bonne ouverture pour parvenir à son rêve alors il a persisté. Le 9 juin 2010, Sung-kyu fait ses débuts avec Infinite.

## Carrière musicale

### Infinite
Sungkyu a fait ses débuts comme membre du boys band sud-coréen Infinite en 2010. Il en est depuis le leader et le chanteur principal. Le groupe a officiellement débuté le 9 juin 2010.
En mars 2021, Sung-kyu annonce quitter Woollim Entertainment mais tout en restant membre d'Infinite. Le 14 juin, il annonce avoir signé avec Double H TNE Entertainment.

### Autres activités
En 2010, il joua de la guitare dans le clip de "Run" de Epik High avec d'autres membres d'Infinite: Woohyun, Sungyeol, L et Sungjong.
En octobre 2013, il collabore avec le rappeur Kanto dans le tout premier single de ce dernier intitulé What U Want. C'est la première collaboration de Sunggyu depuis ses débuts.
Le 15 mai 2015, Sung-kyu et L et d'autres artistes comme EXO, Girl's Day, Sistar, Niel de Teen Top, Eun-ji des Apink et Ailee ont chanté "The Day We Met" qui est le générique du documentaire "I Am Korea" diffusé sur KBS1, à l'occasion du 70e anniversaire du Gwangbok.

### Débuts solo

#### 2012:Another Me
Sung-kyu est le premier membre d'Infinite à sortir un album solo, intitulé Another Me. Kim Jongwan de Nell, l'idole de Sunggyu, a composé "Shine" dont il a fait cadeau à Sung-kyu. La chanson a été pré-sortie le 7 novembre. Sur cet album, Sung-kyu a collaboré avec Sweetune pour créer la chanson principale de l'album "60 Seconds", une chanson de style modern rock. L d'Infinite joua le rôle principal dans le clip de "60 Seconds". Sung-kyu a participé à l'écriture des paroles pour "41 Days". Malgré une promotion d'à peine trois semaines, l'album a été bien reçu, puisqu'il a été l'album le mieux vendu sur le mois de novembre avec 62 958 copies écoulées. L'album a été classé à la 22e position du classement annuel Gaon Chart de 2012. L'album s'est vendu à 70,552 copies jusqu'à la fin de 2012. En 2013, presque chaque mois, Another Me a réussi à se classer dans le Gaon Top 100 de ventes d'albums.
Depuis la sortie de l'album jusqu'au mois de mars 2016, le total de copies vendues s'élevait à 94 306.

#### 2015:27
En mai, Sung-kyu sort son second solo album 27. L'album a été entièrement produit par Kim Jong Wan, le chanteur de Nell. Il a été révélé plus tard que les promotions de l'album se feront avec les deux titres "The Answer" et "Kontrol". L'album sort le 11 mai, en même temps que leurs clips. Jusqu'en juin 2016, l'album s'est vendu à plus de 77 951   exemplaires ,.

## Discographie

### Albums
| Année                                                    | Titre                               | Détails                                                                       | Classements | Classements |
| Année                                                    | Titre                               | Détails                                                                       | COR         | USA World   |
| -------------------------------------------------------- | ----------------------------------- | ----------------------------------------------------------------------------- | ----------- | ----------- |
| 2012                                                     | Another Me (1er extended play)      | - Date de sortie : 19 novembre 2012 - Labels : Woollim Entertainment, Kakao M | 1           | —           |
| 2015                                                     | 27 (2e extended play)               | - Date de sortie : 11 mai 2015 - Labels : Woollim Entertainment, Kakao M      | 1           | 8           |
| 2018                                                     | 10 Stories (1er album studio)       | - Date de sortie : 26 février 2018 - Labels : Woollim Entertainment, Kakao M  | 1           | 9           |
| 2020                                                     | Inside Me (3e extended play)        | - Date de sortie : 14 décembre 2020 - Labels : Woollim Entertainment, Kakao M | 7           | —           |
| 2021                                                     | Won't Forget You (1er single album) | - Date de sortie : 21 mars 2021 - Labels : Woollim Entertainment, Kakao M     | 14          | —           |
| 2022                                                     | Savior (4e extended play)           | - Date de sortie : 22 avril 2022 - Labels : Double H TNE, Kakao Entertainment | 4           | —           |
| "—" indique que l'album ne s'est pas classé dans ce pays |                                     |                                                                               |             |             |

### Chansons classées
| Année | Titre                       | Meilleures positions | Meilleures positions | Ventes               | Album      |
| Année | Titre                       | COR Gaon             | COR Hot 100          | Ventes               | Album      |
| ----- | --------------------------- | -------------------- | -------------------- | -------------------- | ---------- |
| 2012  | Shine                       | 29                   | —                    | - COR (DL): 83,695+  | Another Me |
| 2012  | 60초 (60 Seconds)           | 16                   | —                    | - COR (DL): 365,402+ | Another Me |
| 2015  | 너여야만 해 (The Answer)    | 3                    | ×                    | - COR (DL): 281,118+ | 27         |
| 2015  | Kontrol                     | 8                    | ×                    | - COR (DL): 122,410+ | 27         |
| 2015  | Daydream                    | 25                   | ×                    | - COR (DL): 61,639+  | 27         |
| 2015  | Alive                       | 26                   | ×                    | - COR (DL): 46,084+  | 27         |
| 2015  | 답가 (Reply) (Feat. 박윤하) | 29                   | ×                    | - COR (DL): 43,966+  | 27         |
| 2015  | 27                          | 41                   | ×                    | - COR (DL): 29,777+  | 27         |

### Bandes-son et performances solo
| Année | Album             | Chanson       | Notes          |
| ----- | ----------------- | ------------- | -------------- |
| 2011  | Over the Top      | Because       |                |
| 2013  | Non album-single  | What You Want | avec Kanto     |
| 2014  | Season 2          | Light         |                |
| 2014  | The Duets Part. 1 | Reply To Me   | avec Yoon Sang |

### Chansons écrites par Sungkyu
| Année     | Chanson                   | Album                             | Artiste  | Label                 | Paroles | Paroles | Musique | Musique |
| Année     | Chanson                   | Album                             | Artiste  | Label                 | Crédité | Avec    | Crédité | Avec    |
| --------- | ------------------------- | --------------------------------- | -------- | --------------------- | ------- | ------- | ------- | ------- |
| 2012      | 41 Days                   | Another Me                        | Sungkyu  | Woollim Entertainment | Oui     | NC      | Oui     | NC      |
| 2012      | Only Tears                | Another Me                        | Sungkyu  | Woollim Entertainment | Oui     | NC      | Oui     | NC      |
| 2011-2012 | Tic toc                   | Paradise                          | Infinite | Woollim Entertainment | Oui     | NC      | Oui     | NC      |
| 2015      | Just Another Lonely Night | For You (album japonais)          | Infinite | Woollim Entertainment | Oui     | NC      | Oui     | NC      |
| 2016      | Can't Get Over You        | For You (album japonais)          | Infinite | Woollim Entertainment | Oui     | NC      | Oui     | NC      |
| 2016      | D.N.A                     | Best of Infinite (album japonais) | Infinite | Universal Music Japan | Oui     | NC      | Oui     | NC      |

## Filmographie

### Films
| Année | Titre                                                   | Rôle     |
| ----- | ------------------------------------------------------- | -------- |
| 2012  | INFINITE Concert Second Invasion Evolution The Movie 3D | Lui-même |
| 2014  | Grow: Infinite's Real Youth Life                        | Lui-même |

### Dramas
| Année | Titre              | Type  | Chaîne | Rôle             |
| ----- | ------------------ | ----- | ------ | ---------------- |
| 2012  | The Thousandth Man | Drama | MBC    | Lui-même (caméo) |
| 2013  | Pure Love          | Drama | KBS    | Lee Hoon (jeune) |

| 2019 ||Kingdom ||
Drama || Netflix ||

### Séries télévisées
| Année | Titre      | Chaîne     | Rôle     |
| ----- | ---------- | ---------- | -------- |
| 2011  | Wara Store | Tooniverse | Lui-même |

### Émissions de variété
| Année     | Titre                                         | Chaîne     | Rôle                 | Notes                                                                              |
| --------- | --------------------------------------------- | ---------- | -------------------- | ---------------------------------------------------------------------------------- |
| 2010      | Children of the Night                         | MBC        | Invité               | Épisode 1–4                                                                        |
| 2010      | Scandal                                       | Mnet       | Invité               | avec Woohyun                                                                       |
| 2010      | 1 vs. 100                                     | KBS2       | Invité               | avec Dongwoo, Woohyun et L                                                         |
| 2011      | Director's Cut                                | Mnet       | Invité               | avec Hoya et L                                                                     |
| 2012      | Immortal Song 2                               | KBS2       | Invité               | Apparaît dans 8 épisodes                                                           |
| 2012      | Miss and Mr. Idol Korea Chuseok Special       | MBC        | Invité               |                                                                                    |
| 2012      | Weekly Idol                                   | MBC        | Présentateur spécial | Épisode 64 avec Hoya                                                               |
| 2013      | Happy Together 3                              | KBS2       | Invité               | Épisode "Weak Men"                                                                 |
| 2013      | Lee Soo Geun and Kim Byung Man's High Society | JTBC       | Invité               | Épisode 45–47 avec Infinite et Épisode 62–79 avec Shindong                         |
| 2013      | The Genius: Rules of the Game                 | tvN        | Invité               |                                                                                    |
| 2013      | Infinity Challenge                            | MBC        | Invité               |                                                                                    |
| 2013      | Running Man                                   | SBS        | Invité               | avec L                                                                             |
| 2013      | The Sea I Wanted                              | KBS2       | Invité               |                                                                                    |
| 2013      | Emergency Escape No. 1                        | KBS2       | Invité               |                                                                                    |
| 2014      | Running Man                                   | SBS        | Invité               | Épisode 179, 180 & 201                                                             |
| 2014      | The Genius: Rule Breaker                      | tvN        | Invité               | Épisode 9                                                                          |
| 2014      | Happy Together 3                              | KBS2       | Invité               |                                                                                    |
| 2014      | We Got Married                                | MBC        | Invité               |                                                                                    |
| 2014      | Crime Scene Season 1                          | JTBC       | Invité               | Épisode 7                                                                          |
| 2014      | The King of Food                              | KBS2       | Invité               |                                                                                    |
| 2014      | Vitamin                                       | KBS2       | Invité               | Épisode 539                                                                        |
| 2014      | 4 Things Show                                 | Mnet       | Invité               | Épisode 14                                                                         |
| 2015      | Fluttering India                              | KBS2       | Casting habituel     | avec Minho (SHINee), Lee Jong-hyun (CN Blue), Kyuhyun (Super Junior) et Suho (EXO) |
| 2015      | You Hee-Yeol's Sketchbook                     | KBS2       | Invité               | avec Yoon Sang                                                                     |
| 2015      | After School Club                             | Arirang TV | Invité               | Épisode 160                                                                        |
| 2015      | Weekly Idol                                   | MBC Every1 | Invité               | Épisode 190                                                                        |
| 2015      | You Hee-Yeol's Sketchbook                     | KBS2       | Invité               |                                                                                    |
| 2015      | Hello Counselor                               | KBS2       | Invité               |                                                                                    |
| 2015      | Heart A Tag                                   | Mnet       | Invité               | Épisode 6                                                                          |
| 2015      | Please Take Care of My Refrigerator           | JTBC       | Invité               | Épisode 32–33                                                                      |
| 2015      | Radio Star                                    | MBC        | Invité               |                                                                                    |
| 2015      | We Got Married                                | MBC        | Invité               |                                                                                    |
| 2015      | Witch Hunt                                    | JTBC       | Invité               | Épisode 105                                                                        |
| 2015      | Searching For Sugar Man                       | JTBC       | Invité               | Épisode 2                                                                          |
| 2015      | You Hee-yeol's Sketchbook                     | KBS2       | Invité               | Épisode 253                                                                        |
| 2015      | A Song For You 4                              | KBS        | Invité               |                                                                                    |
| 2015      | Youth Express                                 | KBS        | Invité               |                                                                                    |
| 2015      | Wednesday food talk                           | tvN        | Invité               |                                                                                    |
| 2015      | Weekly Idol                                   | MBC Every1 | Présentateur spécial | Épisode 227 & 228                                                                  |
| 2015–2016 | Infinite Showtime                             | MBC Every1 | Casting habituel     | Épisode 1–12                                                                       |
| 2016      | Duet Song Festival                            | MBC        | Invité               | Épisode 14, duo avec Kwon Seon-young                                               |
| 2016      | Weekly Idol                                   | MBC Every1 | Invité               | Épisode 260, (Weekly Idol : 5e anniversaire)                                       |
| 2016      | Girl Spirit                                   | JTBC       | Présentateur         | avec Jo Se Ho                                                                      |
| 2016      | Weekly Idol                                   | MBC Every1 | Invité               | Épisode 269 , avec Infinite                                                        |
| 2017      | Singderella                                   | Channel A  | Présentateur         | Épisode 15 - 20                                                                    |
| 2017      | Radio Star                                    | MBC        | Présentateur spécial | Épisode 532                                                                        |
| 2017      | Island Trio                                   | tvN        | Invité               | Épisode 23 - 24                                                                    |
| 2017      | Carefree Travellers                           | JTBC       | Invité               | Épisode 47 - 49                                                                    |

### Comédies musicales
| Année | Titre              | Rôle          | Note           |
| ----- | ------------------ | ------------- | -------------- |
| 2012  | Gwanghwamun Sonata | Jiyoung       | Rôle principal |
| 2014  | Vampire            | Comte Dracula | Rôle principal |
| 2015  | In the Heights     | Benny         | Rôle principal |
| 2016  | All Shook Up       | Elvis         | Rôle principal |
| 2017  | Gwanghwamun Sonata | Myungwoo      | Rôle principal |
| 2020  | Kinky Boots        | Charlie Price | Rôle principal |

### Apparitions dans des clips
| Année | Chanson                  | Artiste     |
| ----- | ------------------------ | ----------- |
| 2010  | Run                      | Epik High   |
| 2013  | BAAAM                    | Dynamic Duo |
| 2013  | What U Want              | Kanto       |
| 2014  | Goodnight Like Yesterday | Lovelyz     |

## Prix et nominations
Récompenses et nominations obtenues par Infinite.
| Année | Award                         | Catégorie                          | Travail nommé                 | Résultat   |
| ----- | ----------------------------- | ---------------------------------- | ----------------------------- | ---------- |
| 2015  | 7èmes MelOn Music Awards      | Top 10 Artistes                    | Lui-même                      | Nomination |
| 2015  | 7èmes MelOn Music Awards      | Meilleure chanson de rock          | The Answer                    | Lauréat    |
| 2015  | 7èmes Philippines KPOP Awards | Meilleur artiste solo masculin     | Lui-même                      | Lauréat    |
| 2015  | 7èmes Philippines KPOP Awards | Meilleure collaboration de l'année | Daydream (ft. Tablo, Jongwan) | Lauréat    |
| 2015  | KPOP Meetings Germany Awards  | Meilleur artiste masculin          | Lui-même                      | Lauréat    |

### Prix dans des émissions
| Chanson      | Programme        | Date        |
| ------------ | ---------------- | ----------- |
| "The Answer" | The Show         | 19 mai 2015 |
| "The Answer" | Show! Music Core | 23 mai 2015 |